# Emmaville
Emmaville est un village australien situé dans la zone d'administration locale de Glen Innes Severn en Nouvelle-Galles du Sud.  

## Géographie
Le village est établi dans la région des Plateaux du nord au nord-est de la Nouvelle-Galles du Sud, à 660 km au nord de Sydney.

## Histoire
En 1872, un filon d'étain est découvert sur le site qui sera appelé Vegetable Creek d'après les jardins maraîchers chinois qui se sont développés pour les mineurs. 
En 1882, la ville est nommée d'après Emma Greville, femme du gouverneur de Nouvelle-Galles du Sud, Augustus Loftus. Vers 1900, la population atteint les 7 000 habitants dont 2 000 Chinois. 

## Démographie
La population s'élevait à 519 habitants en 2016.

## Sites et monuments
Emmaville abrite un musée de la mine, ouvert en 1999.

## Personnalités
- Roland Green, mutilé de guerre devenu député fédéral, est né à Emmaville en 1885.